# El cariñoso
El cariñoso é um filme de comédia dramática musical produzido no México e lançado em 1959, sob a direção de Rafael Baledón. Foi roteirizado por Luis Alcoriza e a produção ficou por conta de Gregorio Walerstein.